# Potamogeton polygonifolius
Potamogeton polygonifolius é uma espécie de planta com flor pertencente à família Potamogetonaceae. 
A autoridade científica da espécie é Pourr., tendo sido publicada em Mem. Acad. Toul. iii. (1788) 325.

## Portugal
Trata-se de uma espécie presente no território português, nomeadamente em Portugal Continental, no Arquipélago dos Açores e no Arquipélago da Madeira.
Em termos de naturalidade é nativa das três regiões atrás indicadas.

## Protecção
Não se encontra protegida por legislação portuguesa ou da Comunidade Europeia.